# Pro Evolution Soccer
Pro Evolution Soccer (även känt som PES eller Pro Evo) är en TV-spelsserie med fotbollsspel från Konami.
Varje år släpps en ny version i slutet av september eller början av oktober med två olika titlar, World Soccer: Winning Eleven i Japan och Pro Evolution Soccer i övriga länder. Den japanska versionen innehåller lokala ligor.

## Spel i serien
- Pro Evolution Soccer
- Pro Evolution Soccer 2
- Pro Evolution Soccer 3
- Pro Evolution Soccer 4
- Pro Evolution Soccer 5
- Pro Evolution Soccer 6
- Pro Evolution Soccer 2008
- Pro Evolution Soccer 2009
- Pro Evolution Soccer 2010
- Pro Evolution Soccer 2011
- Pro Evolution Soccer 2012
- Pro Evolution Soccer 2013
- Pro Evolution Soccer 2014
- Pro Evolution Soccer 2015
- Pro Evolution Soccer 2017
- Pro Evolution Soccer 2018
- Pro Evolution Soccer 2019
- eFootball Pro Evolution Soccer 2020